# Heimerzheim
Heimerzheim is een plaats in de Duitse gemeente Swisttal, deelstaat Noordrijn-Westfalen, en telt 6.371 inwoners (begin 2007).
Heimerzheim is de grootste woonwijk van Swisttal en ligt in het ten westen van Bonn gelegen Naturpark Rheinland, op een hoogte van 156 meter. Door het plaatsje loopt de Swistbach, die de langste beekloop van Europa heeft.

## Geschiedenis
De eerste vermelding van Heimerzheim staat in een oorkonde uit 1074. Destijds behoorde dit dorp als belangrijkste grondgebied tot de Sticht van St. Kunibert in Keulen. Aan het einde van de Middeleeuwen was er sprake van een eigen gerechtelijke bevoegdheid die tot in de jaren tachtig van de 20e eeuw bleef bestaan.
Van medio 19e eeuw tot in de Tweede Wereldoorlog kende Heimerzheim een gelovige Joodse gemeenschap. Een deel van de Joodse begraafplaats is nog intact. Tijdens de oorlog lagen er twee militaire vliegvelden in de buurt. Om de Geallieerde opmars te stuiten werd er tegen het einde van de oorlog een veertig kilometer lange loopgraaf om het dorp gegraven. Het gevolg van dit alles was dat op 3 maart 1945 Heimerzheim hevig werd gebombardeerd met 180 doden tot gevolg. Ter nagedachtenis werd er in 1959 een erebegraafplaats opgericht.
In 1969 werd de gemeente Heimerzheim met haar bijbehorende dorp Dünstekoven onderdeel van de nieuwe gemeente Swisttal.

## Bezienswaardigheden

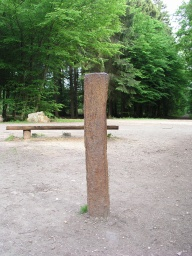
Eiserner Mann

Heimerzheim herbergt twee burchten, de Burg Kriegshoven in het noorden en de Burg Heimerzheim in het zuiden. Ook staat er een uit 1847, in classicistische stijl opgebouwde katholieke kerk met zijn opvallende driehoekige toren, de St. Kunibert, ontworpen door de architect Ernst Friedrich Zwirner. Verder bevindt zich buiten Heimerzheim de Eiserner Mann, een ijzeren stele die waarschijnlijk in 1625 als grenspaal is opgericht.

## Scholing
In Heimerzheim is een dependance van het opleidingsinstituut van het Bundesamt für Verfassungsschutz (de binnenlandse veiligheidsdienst) gevestigd.

## Geboren
- Philipp von Boeselager (1917-2008), militair, verzetsstrijder, bosbouwer en bosbeschermer (geboren op Burg Heimerzheim, betrokken bij de aanslag op Hitler van 20 juli 1944)